# حزب الديمقراطية الاشتراكية في غينيا
حزب الديمقراطية الاشتراكية في غينيا (بالفرنسية: Démocratie Socialiste de Guinée)‏ كان حزبًا سياسيًا في غينيا. تأسس في الفترة التي سبقت الانتخابات التشريعية لعام 1954 من قبل عبد الله ديالو وشايكو بالدي وإبراهيما باري (باري الثالث). 
كان باري الثالث مرشح الحزب في الانتخابات.  احتل باري المركز الثالث في انتخابات عام 1954 بعدد 16,098 صوتًا (6.3٪). 
عارضت الإدارة الاستعمارية الفرنسية الحزب. كانت الإدارة الفرنسية تأمل في إحباط التجمع الديمقراطي الأفريقي الراديكالي لسيكو توري، ولهذا الغرض دعمت الكتلة الأفريقية المحافظة في غينيا، وهو حزب مرتبط بزعماء الفولا.  لم ترغب الإدارة في أن يكون أي طرف آخر ينافس الكتلة، وبالتالي لم توافق على ظهور الحزب الاشتراكي.
عقد الحزب أول مؤتمر له في ديكسين 20-22 نوفمبر 1955. 
في الانتخابات التشريعية لعام 1956، حصل الحزب على 9.8٪ من الأصوات في غينيا.  في الانتخابات البلدية التي أجريت في العام نفسه، فاز في دلابا وابي. 
في يناير 1957، أصبح الحزب تابعا للحركة الاشتراكية الأفريقية.  في انتخابات الجمعية الإقليمية في مارس 1957، فاز الحزب بجميع مقاعد الجمعية الثلاثة من بيتا. 

في أبريل 1958 اندمج الحزب مع الكتلة الأفريقية في غينيا، لتشكيل الفرع الغيني لحزب التجمع الأفريقي. 